# Samuel Leeds Allen
Samuel Leeds Allen (5 de maio de 1841 — 28 de março de 1918) foi um inventor e industrial estadunidense.